# Red Hot Skate Rock
Red Hot Skate Rock é  um filme de 30 minutos da banda Red Hot Chili Peppers filmado em 20 de setembro de 1987 durante a turnê do  The Uplift Mofo Party Plan e foi lançado pela Vision Street Wear em Los Angeles, Califórnia. Foi lançado como VHS em 1988 e a Vision o relançou em 2002 para DVD. Foi o único DVD lançado pela banda com  Hillel Slovak.

## Canções
1. "Out in L.A."
2. "Me and My Friends"
3. "Blackeyed Blonde"
4. "Fight Like a Brave"
5. "Catholic School Girls Rule"/"What Is Soul?"/"Whole Lotta Love"/"Back in Black"
6. "Mommy Where's Daddy"
7. "Love Trilogy"
8. "Fire"